# Pajeb Muitunisjaure
Pajeb Muitunisjaure är en sjö i Arjeplogs kommun i Lappland och ingår i Skellefteälvens huvudavrinningsområde. Sjön har en area på 0,46 kvadratkilometer och ligger 854,2 meter över havet.

## Delavrinningsområde
Pajeb Muitunisjaure ingår i det delavrinningsområde (738969-151875) som SMHI kallar för Utloppet av Tjaktjaure. Medelhöjden är 812 meter över havet och ytan är 43,62 kvadratkilometer. Räknas de 8 avrinningsområdena uppströms in blir den ackumulerade arean 162,18 kvadratkilometer. Tjaktjaurälven (Mierkenisjåkkå) som avvattnar avrinningsområdet har biflödesordning 2, vilket innebär att vattnet flödar genom totalt 2 vattendrag innan det når havet efter 370 kilometer. Avrinningsområdet består mestadels av skog (28 procent) och kalfjäll (61 procent). Avrinningsområdet har 4,43 kvadratkilometer vattenytor vilket ger det en sjöprocent på 10,1 procent.